# Llista de monuments del Vallès Oriental
Llista de monuments del Vallès Oriental inclosos en l'Inventari del Patrimoni Arquitectònic Català per la comarca del Vallès Oriental. Inclou els inscrits en el Registre de Béns Culturals d'Interès Nacional (BCIN) classificats com a monuments històrics, els béns culturals d'interès local (BCIL) de caràcter immoble i la resta de béns arquitectònics integrants del patrimoni cultural català.

## Ametlla del Vallès, l'
Vegeu la llista de monuments de l'Ametlla del Vallès

## Bigues i Riells
Vegeu al llista de monuments de Bigues i Riells

## Caldes de Montbui
Vegeu la llista de monuments de Caldes de Montbui

## Campins
| Monument                                    | Protecció | Estil/època                | Localització                             | Coordenades                                          | Codi?     | Imatge |
| ------------------------------------------- | --------- | -------------------------- | ---------------------------------------- | ---------------------------------------------------- | --------- | --- |
| Església parroquial de Sant Joan            |           | Romànic, eclecticisme XII  | Campins C. Principal                     | 41° 43′ 29″ N, 2° 27′ 50″ E / 41.72473°N,2.46384°E   | IPA-28487 | Església parroquial de Sant Joan (Campins) · Vegeu més fotos d'aquest monument · Carregueu una nova foto d'aquest monument |
| Rectoria vella, el Pis                      |           | Obra popular               | Campins Davant de l'església parroquial  | 41° 43′ 29″ N, 2° 27′ 51″ E / 41.72471°N,2.46425°E   | IPA-28491 | Rectoria vella (Campins) · Vegeu més fotos d'aquest monument · Carregueu una nova foto d'aquest monument                   |
| Ca l'Ermengol                               |           | Obra popular               | Campins Nou barri nucli urbà             | 41° 43′ 40″ N, 2° 28′ 05″ E / 41.72784°N,2.46816°E   | IPA-28492 | Carregueu una nova foto d'aquest monument                                                                                  |
| Can Masó                                    | BCIL 2015 | Obra popular XVIII Mitjan  | Campins Ctra. BV-5114 de Santa Fe, 31    | 41° 43′ 43″ N, 2° 27′ 57″ E / 41.72861°N,2.46583°E   | IPA-28493 | Can Masó (Campins) · Vegeu més fotos d'aquest monument · Carregueu una nova foto d'aquest monument                         |
| Can Pereres Nou                             |           | Obra popular XVII, XX      | Campins Ctra. BV-5114, pista al km 13    | 41° 44′ 29″ N, 2° 28′ 18″ E / 41.74146°N,2.47164°E   | IPA-28494 | Carregueu una nova foto d'aquest monument                                                                                  |
| Can Pereres Vell                            | BCIL 2015 | Barroc XVI-XVIII           | Campins Ctra. BV-5114 de Santa Fe, 24    | 41° 44′ 32″ N, 2° 28′ 25″ E / 41.74223°N,2.47355°E   | IPA-28495 | Carregueu una nova foto d'aquest monument                                                                                  |
| Can Pitarra, Can Colell, Mas Frederic Soler | BCIL 2015 | Eclecticisme XIX-XX        | Campins Camí antic de Sant Celoni, 3     | 41° 43′ 36″ N, 2° 28′ 11″ E / 41.72665°N,2.46975°E   | IPA-28496 | Can Pitarra (Campins) · Vegeu més fotos d'aquest monument · Carregueu una nova foto d'aquest monument                      |
| Mas i ermita de Sant Guillem                | BCIL 2015 | Obra popular XV-XVIII      | Campins Camí de Sant Guillem, 8          | 41° 43′ 11″ N, 2° 28′ 08″ E / 41.71974°N,2.46885°E   | IPA-28497 | Mas i ermita de Sant Guillem (Campins) · Vegeu més fotos d'aquest monument · Carregueu una nova foto d'aquest monument     |
| Creu de Sant Guillem                        |           | Modernisme XX Mitjan       | Campins Camí de l'Ermita                 | 41° 43′ 16″ N, 2° 28′ 04″ E / 41.72116°N,2.46769°E   | IPA-28498 | Creu de Sant Guillem (Campins) · Vegeu més fotos d'aquest monument · Carregueu una nova foto d'aquest monument             |
| La Rajoleria                                |           | Obra popular XIX           | Campins Camí de sota l'església, a 400 m | 41° 43′ 39″ N, 2° 27′ 51″ E / 41.72738°N,2.46419°E   | IPA-28499 | Carregueu una nova foto d'aquest monument                                                                                  |
| Forn de ciment                              |           | Obra popular XIX, XX Inici | Campins Ctra. Campins, km 4              |                                                      | IPA-28500 | Carregueu una nova foto d'aquest monument                                                                                  |
| Font de Montserrat, font de Can Pons        |           | Obra popular XX Mitjan     | Campins Sota el pg. de les Tres Germanes | 41° 43′ 24″ N, 2° 27′ 47″ E / 41.72321°N,2.46315°E   | IPA-28501 | Carregueu una nova foto d'aquest monument                                                                                  |
| El Figueral                                 | BCIL 2015 | XVII                       | Campins Camí de Can Pons, 2              | 41° 43′ 06″ N, 2° 28′ 02″ E / 41.718216°N,2.467145°E | IPA-49362 | Carregueu una nova foto d'aquest monument                                                                                  |
| Can Canal, Can Tàpies                       | BCIL 2015 | Obra popular XV-XX         | Campins Camí antic de Santa Fe, 6        | 41° 43′ 52″ N, 2° 28′ 10″ E / 41.73102°N,2.46938°E   | IPA-49365 | Carregueu una nova foto d'aquest monument                                                                                  |
| Can Garrell                                 | BCIL 2015 | XVII-XX                    | Campins Al nord-est del nucli de Campins | 41° 43′ 55″ N, 2° 28′ 42″ E / 41.73190°N,2.47836°E   | IPA-49368 | Carregueu una nova foto d'aquest monument                                                                                  |
| Can Prat                                    | BCIL 2015 | XV-XX                      | Campins Camí antic de Santa Fe, 9        | 41° 43′ 48″ N, 2° 28′ 10″ E / 41.72995°N,2.46938°E   | IPA-49369 | Carregueu una nova foto d'aquest monument                                                                                  |

## Canovelles
| Monument                           | Protecció | Estil/època                   | Localització                                                             | Coordenades                                          | Codi?     | Imatge |
| ---------------------------------- | --------- | ----------------------------- | ------------------------------------------------------------------------ | ---------------------------------------------------- | --------- | --- |
| Can Valls                          |           | Obra popular XVII             | Canovelles C. Església, 11                                               | 41° 37′ 25″ N, 2° 16′ 40″ E / 41.62348°N,2.27776°E   | IPA-28503 | Can Valls (Canovelles) · Vegeu més fotos d'aquest monument · Carregueu una nova foto d'aquest monument                          |
| Centre Cultural                    |           | Darreres tendències XX Final  | Canovelles Pl. de la Joventut - C. Indústria                             | 41° 36′ 59″ N, 2° 16′ 51″ E / 41.61652°N,2.28084°E   | IPA-28506 | Centre Cultural (Canovelles) · Vegeu més fotos d'aquest monument · Carregueu una nova foto d'aquest monument                    |
| Can Carranca                       |           | Darreres tendències XX Final  | Canovelles C. Molí de la Sal                                             | 41° 36′ 58″ N, 2° 16′ 37″ E / 41.61622°N,2.27682°E   | IPA-28507 | Can Carranca (Canovelles) · Vegeu més fotos d'aquest monument · Carregueu una nova foto d'aquest monument                       |
| Caserna de la Guàrdia Civil        |           | Darreres tendències XX Final  | Canovelles Pg. de la Ribera                                              | 41° 37′ 14″ N, 2° 17′ 09″ E / 41.62053°N,2.28584°E   | IPA-28508 | Caserna de la Guàrdia Civil (Canovelles) · Vegeu més fotos d'aquest monument · Carregueu una nova foto d'aquest monument        |
| Can Castells o Can Magarola        |           | Obra popular XV, XVI          | Canovelles C. Sant Feliu                                                 | 41° 37′ 29″ N, 2° 16′ 41″ E / 41.62472°N,2.27799°E   | IPA-28509 | Can Castells (Canovelles) · Vegeu més fotos d'aquest monument · Carregueu una nova foto d'aquest monument                       |
| Església parroquial de Sant Feliu  | BCIL 2012 | Romànic XI-XII                | Canovelles C. Sant Fèlix                                                 | 41° 37′ 29″ N, 2° 16′ 41″ E / 41.62462°N,2.277965°E  | IPA-28510 | Església parroquial de Sant Feliu (Canovelles) · Vegeu més fotos d'aquest monument · Carregueu una nova foto d'aquest monument  |
| Can Canyelles                      |           | Obra popular XVI-XVII         | Canovelles Ctra. Caldes, km 9                                            | 41° 37′ 39″ N, 2° 15′ 22″ E / 41.6274°N,2.25611°E    | IPA-28512 | Can Canyelles (Canovelles) · Vegeu més fotos d'aquest monument · Carregueu una nova foto d'aquest monument                      |
| Can Gurgui                         |           | Obra popular XIX              | Canovelles Ctra. Caldes                                                  | 41° 37′ 23″ N, 2° 16′ 11″ E / 41.62316°N,2.26986°E   | IPA-28513 | Carregueu una nova foto d'aquest monument                                                                                       |
| Can Marquès                        |           | Gòtic-Renaixement XVI-XVII    | Canovelles Ctra. Caldes, km 9                                            | 41° 38′ 03″ N, 2° 15′ 18″ E / 41.63428°N,2.25497°E   | IPA-28514 | Can Marquès (Canovelles) · Vegeu més fotos d'aquest monument · Carregueu una nova foto d'aquest monument                        |
| Can Colomer                        | BCIL 2008 | Obra popular XVII-XVIII       | Canovelles Ctra. BV-1436                                                 | 41° 37′ 44″ N, 2° 16′ 29″ E / 41.62889°N,2.27476°E   | IPA-28515 | Can Colomer (Canovelles) · Vegeu més fotos d'aquest monument · Carregueu una nova foto d'aquest monument                        |
| Nau Simon                          |           | Obra popular XX               | Canovelles C. Isaac Peral                                                | 41° 37′ 58″ N, 2° 16′ 51″ E / 41.63272°N,2.28078°E   | IPA-28516 | Carregueu una nova foto d'aquest monument                                                                                       |
| Casa Serras                        |           | Darreres tendències XX Final  | Canovelles C. Bellmunt, 8, façana a c. Camprodon                         | 41° 37′ 06″ N, 2° 16′ 25″ E / 41.61823°N,2.27364°E   | IPA-28517 | Casa Serras (Canovelles) · Vegeu més fotos d'aquest monument · Carregueu una nova foto d'aquest monument                        |
| Molí de Can Marc, Ca la Piua       |           | Obra popular XIV-XX           | Canovelles                                                               | 41° 37′ 21″ N, 2° 16′ 49″ E / 41.622487°N,2.280168°E | IPA-41634 | Carregueu una nova foto d'aquest monument                                                                                       |
| Habitatges socials                 |           | Escola de Barcelona 1977-1980 | Canovelles C. Molí de la Sal, 90-94 - c. Setcases, 1-67 - c. Molló, 1-69 | 41° 37′ 02″ N, 2° 16′ 33″ E / 41.61717°N,2.27577°E   | IPA-46268 | Carregueu una nova foto d'aquest monument                                                                                       |
| Can Recolons i Santuari de Belulla | BCIL 2021 | XVII-XVIII, XX                | Canovelles Al costat de la carretera C-17                                | 41° 37′ 23″ N, 2° 15′ 57″ E / 41.62299°N,2.26585°E   | IPA-52985 | Can Recolons i Santuari de Belulla (Canovelles) · Vegeu més fotos d'aquest monument · Carregueu una nova foto d'aquest monument |

## Cànoves i Samalús
Vegeu la llista de monuments de Cànoves i Samalús

## Cardedeu
Vegeu al llista de monuments de Cardedeu

## Figaró-Montmany
Vegeu la llista de monuments de Figaró-Montmany

## Fogars de Montclús
| Monument                                                                                     | Protecció | Estil/època             | Localització                                                              | Coordenades                                            | Codi?     | Imatge |
| -------------------------------------------------------------------------------------------- | --------- | ----------------------- | ------------------------------------------------------------------------- | ------------------------------------------------------ | --------- | --- |
| Església de Santa Magdalena de Mosqueroles, Sant Marçal de Baix                              |           | Romànic XI-XII, XVII    | Fogars de Montclús                                                        | 41° 43′ 29″ N, 2° 26′ 11″ E / 41.724805°N,2.436474°E   | IPA-379   | Església de Santa Magdalena de Mosqueroles (Fogars de Montclús) · Vegeu més fotos d'aquest monument · Carregueu una nova foto d'aquest monument                |
| Comunidor de Sant Esteve de la Costa                                                         |           | Obra popular XVII       | Fogars de Montclús A 10 m de Sant Esteve de la Costa                      | 41° 44′ 45″ N, 2° 25′ 05″ E / 41.74572°N,2.41809°E     | IPA-28758 | Comunidor (Fogars de Montclús) · Vegeu més fotos d'aquest monument · Carregueu una nova foto d'aquest monument                                                 |
| Església de Sant Esteve de la Costa                                                          |           | XII                     | Fogars de Montclús La Costa de Montseny                                   | 41° 44′ 45″ N, 2° 25′ 06″ E / 41.7458987°N,2.4182081°E | IPA-28759 | Església de Sant Esteve de la Costa (Fogars de Montclús) · Vegeu més fotos d'aquest monument · Carregueu una nova foto d'aquest monument                       |
| Església de Sant Martí de Mosqueroles                                                        |           | Obra popular XIV        | Fogars de Montclús Pl. de l'Església, Mosqueroles                         | 41° 43′ 41″ N, 2° 26′ 36″ E / 41.7281°N,2.44327°E      | IPA-28760 | Església de Sant Martí de Mosqueroles (Fogars de Montclús) · Vegeu més fotos d'aquest monument · Carregueu una nova foto d'aquest monument                     |
| Església de Sant Cristòfol de Fogars                                                         |           | Obra popular XIV, XVII  | Fogars de Montclús Ctra. Sant Marçal, km 12,5, a 1 km                     | 41° 44′ 06″ N, 2° 27′ 14″ E / 41.73507°N,2.45384°E     | IPA-28761 | Església de Sant Cristòfol de Fogars (Fogars de Montclús) · Vegeu més fotos d'aquest monument · Carregueu una nova foto d'aquest monument                      |
| Hotel de Santa Fe                                                                            |           | Historicisme XX Inici   | Fogars de Montclús Ctra. a Sant Marçal, km 21, Santa Fe                   | 41° 46′ 26″ N, 2° 27′ 54″ E / 41.77376°N,2.4649°E      | IPA-28762 | Hotel de Santa Fe (Fogars de Montclús) · Vegeu més fotos d'aquest monument · Carregueu una nova foto d'aquest monument                                         |
| Ermita de Santa Fe del Montseny                                                              |           | Obra popular XVI-XVIII  | Fogars de Montclús Ctra. a Sant Marçal, km 21, Santa Fe                   | 41° 46′ 26″ N, 2° 27′ 53″ E / 41.7738933°N,2.4647598°E | IPA-28763 | Ermita de Santa Fe (Fogars de Montclús) · Vegeu més fotos d'aquest monument · Carregueu una nova foto d'aquest monument                                        |
| Ermita de la Mare de Déu de la Misericòrdia i de Sant Roc, Església de Santa Maria de l'Illa |           | Obra popular XIII       | Fogars de Montclús Prop casa de l'Illa, la Costa de Montseny              | 41° 44′ 50″ N, 2° 24′ 13″ E / 41.7471386°N,2.403548°E  | IPA-28764 | Ermita de la Mare de Déu de la Misericòrdia i de Sant Roc (Fogars de Montclús) · Vegeu més fotos d'aquest monument · Carregueu una nova foto d'aquest monument |
| Creu de terme de la Costa del Montseny                                                       |           | Historicisme            | Fogars de Montclús A l'entrada del poble, la Costa de Montseny            | 41° 44′ 50″ N, 2° 25′ 02″ E / 41.74734°N,2.417306°E    | IPA-28766 | Carregueu una nova foto d'aquest monument |
| Creu de terme de Mosqueroles                                                                 |           | Obra popular            | Fogars de Montclús A l'entrada del poble, camí del cementiri, Mosqueroles | 41° 43′ 34″ N, 2° 26′ 42″ E / 41.72609°N,2.445034°E    | IPA-28767 | Creu de terme de Mosqueroles (Fogars de Montclús) · Vegeu més fotos d'aquest monument · Carregueu una nova foto d'aquest monument                              |
| El Vilar, Mas el Vilar                                                                       |           | Obra popular            | Fogars de Montclús La Costa de Montseny                                   | 41° 45′ 33″ N, 2° 25′ 21″ E / 41.75914°N,2.42247°E     | IPA-28768 | Carregueu una nova foto d'aquest monument |
| Ca l'Illa, Hostal Sant Roc                                                                   |           | Obra popular XIII       | Fogars de Montclús Sota Sant Esteve de la Costa a tocar de la Tordera     | 41° 44′ 49″ N, 2° 24′ 14″ E / 41.7468436°N,2.4039837°E | IPA-28769 | Ca l'Illa (Fogars de Montclús) · Vegeu més fotos d'aquest monument · Carregueu una nova foto d'aquest monument                                                 |
| Can Costa                                                                                    |           | Obra popular            | Fogars de Montclús Mosqueroles                                            | 41° 43′ 46″ N, 2° 26′ 18″ E / 41.7294987°N,2.4384478°E | IPA-28770 | Can Costa (Fogars de Montclús) · Vegeu més fotos d'aquest monument · Carregueu una nova foto d'aquest monument                                                 |
| Can Ferrers                                                                                  |           | Obra popular            | Fogars de Montclús Mosqueroles                                            | 41° 43′ 38″ N, 2° 26′ 08″ E / 41.72715°N,2.43552°E     | IPA-28771 | Can Ferrers (Fogars de Montclús) · Vegeu més fotos d'aquest monument · Carregueu una nova foto d'aquest monument                                               |
| Can Fargas, la Farga                                                                         |           | Eclecticisme XIX Mitjan | Fogars de Montclús Ctra. a Santa Fe, km 4                                 | 41° 42′ 45″ N, 2° 27′ 27″ E / 41.7125314°N,2.457576°E  | IPA-28772 | Can Fargas (Fogars de Montclús) · Vegeu més fotos d'aquest monument · Carregueu una nova foto d'aquest monument                                                |
| Pou de la neu dels Emprius de les Agudes                                                     |           | Obra popular XIX-XX     | Fogars de Montclús                                                        |                                                        | IPA-41639 | Carregueu una nova foto d'aquest monument |
| Pou de la neu del Sot del Mal                                                                |           | Obra popular XIX-XX     | Fogars de Montclús                                                        | 41° 46′ 55″ N, 2° 25′ 29″ E / 41.78199°N,2.42462°E     | IPA-41642 | Carregueu una nova foto d'aquest monument |
| Can Patxot, Torre Mariona                                                                    | BCIL 1992 | Noucentisme XX          | Fogars de Montclús Ctra. BV-5119, km 2,5, Mosqueroles                     | 41° 43′ 43″ N, 2° 26′ 25″ E / 41.728683°N,2.440215°E   | IPA-43733 | Carregueu una nova foto d'aquest monument |
| Mas Rifer, Castell d'en Mateu                                                                | BCIL 1992 |                         | Fogars de Montclús El Pertegàs                                            | 41° 42′ 54″ N, 2° 27′ 21″ E / 41.714916°N,2.455743°E   | IPA-43742 | Mas Rifer (Fogars de Montclús) · Vegeu més fotos d'aquest monument · Carregueu una nova foto d'aquest monument                                                 |
| Pou de neu de Pou de Comte                                                                   |           | Obra popular            | Fogars de Montclús Obaga del Turó Gros                                    | 41° 46′ 28″ N, 2° 26′ 40″ E / 41.77438°N,2.44448°E     | IPA-52163 | Pou de neu de Pou de Comte (Fogars de Montclús) · Vegeu més fotos d'aquest monument · Carregueu una nova foto d'aquest monument                                |
| Rajoleria de Can Valls                                                                       |           | XVIII                   | Fogars de Montclús                                                        |                                                        | IPA-53103 | Carregueu una nova foto d'aquest monument |
| Molí d'oli                                                                                   |           |                         | Fogars de Montclús                                                        |                                                        | IPA-53206 | Carregueu una nova foto d'aquest monument |
| Aqüeducte del Sot de la Núvia                                                                |           |                         | Fogars de Montclús                                                        |                                                        | IPA-53497 | Carregueu una nova foto d'aquest monument |

## Franqueses del Vallès, les
Vegeu la llista de monuments de les Franqueses del Vallès

## Garriga, la
Vegeu la llista de monuments de la Garriga

## Granollers
Vegeu la llista de monuments de Granollers

## Gualba
| Monument                         | Protecció | Estil/època                        | Localització                                          | Coordenades                                        | Codi?     | Imatge |
| -------------------------------- | --------- | ---------------------------------- | ----------------------------------------------------- | -------------------------------------------------- | --------- | --- |
| Església de Sant Vicenç          |           | Romànic, obra popular XIII, XV     | Gualba Pl. Joan Ragué                                 | 41° 43′ 54″ N, 2° 30′ 09″ E / 41.7318°N,2.50253°E  | IPA-29007 | Església de Sant Vicenç (Gualba) · Vegeu més fotos d'aquest monument · Carregueu una nova foto d'aquest monument     |
| Ermita de Sant Cristòfol         |           | Obra popular XVI                   | Gualba Al costat del cementiri                        | 41° 43′ 51″ N, 2° 30′ 24″ E / 41.73076°N,2.5068°E  | IPA-29009 | Ermita de Sant Cristòfol (Gualba) · Vegeu més fotos d'aquest monument · Carregueu una nova foto d'aquest monument    |
| Can Figueres                     |           | Obra popular XVII                  | Gualba A 300 m del centre urbà                        | 41° 44′ 01″ N, 2° 29′ 58″ E / 41.73368°N,2.49931°E | IPA-29010 | Can Figueres (Gualba) · Vegeu més fotos d'aquest monument · Carregueu una nova foto d'aquest monument                |
| Can Monteys                      |           | Modernisme XX Inici                | Gualba C. Santiago Monteys                            | 41° 43′ 47″ N, 2° 30′ 08″ E / 41.72983°N,2.50234°E | IPA-29011 | Can Monteys (Gualba) · Vegeu més fotos d'aquest monument · Carregueu una nova foto d'aquest monument                 |
| Can Ragué                        |           | Eclecticisme XIX Final             | Gualba Pg. del Montseny, 25                           | 41° 43′ 52″ N, 2° 30′ 12″ E / 41.73111°N,2.50345°E | IPA-29012 | Can Ragué (Gualba) · Vegeu més fotos d'aquest monument · Carregueu una nova foto d'aquest monument                   |
| Can Dalmau                       |           | Historicisme XX Inici              | Gualba Pg. del Montseny, 50                           | 41° 43′ 49″ N, 2° 30′ 14″ E / 41.73039°N,2.50401°E | IPA-29013 | Can Dalmau (Gualba) · Vegeu més fotos d'aquest monument · Carregueu una nova foto d'aquest monument                  |
| Residència Jesús Obrer           |           | Noucentisme                        | Gualba Pg. del Montseny, 56                           | 41° 43′ 48″ N, 2° 30′ 16″ E / 41.73009°N,2.50444°E | IPA-29014 | Residència Jesús Obrer (Gualba) · Vegeu més fotos d'aquest monument · Carregueu una nova foto d'aquest monument      |
| Can Moran, o la Torre dels Banys |           | Noucentisme XX Mitjan              | Gualba Pg. del Montseny, 54                           | 41° 43′ 49″ N, 2° 30′ 16″ E / 41.73018°N,2.50431°E | IPA-29015 | Can Moran (Gualba) · Vegeu més fotos d'aquest monument · Carregueu una nova foto d'aquest monument                   |
| Pont de Gualba, pont de la Renfe |           | Obra popular XIX                   | Gualba Ctra. de Sant Celoni, 100 m abans del poble    | 41° 42′ 46″ N, 2° 31′ 48″ E / 41.71274°N,2.53007°E | IPA-29016 | Carregueu una nova foto d'aquest monument                                                                            |
| Farga de l'Aram                  |           | Obra popular XIX                   | Gualba A 1 km de pista des del càmping                | 41° 44′ 47″ N, 2° 29′ 25″ E / 41.74628°N,2.49027°E | IPA-29017 | Carregueu una nova foto d'aquest monument                                                                            |
| Can Sibina                       |           | Obra popular XVIII                 | Gualba                                                | 41° 44′ 16″ N, 2° 30′ 43″ E / 41.73778°N,2.51183°E | IPA-29018 | Carregueu una nova foto d'aquest monument                                                                            |
| Can Cambó Vell o Mas Cambó       |           | Noucentisme XVI, XX Inici          | Gualba                                                | 41° 42′ 56″ N, 2° 31′ 19″ E / 41.71566°N,2.52195°E | IPA-29019 | Can Cambó Vell (Gualba) · Vegeu més fotos d'aquest monument · Carregueu una nova foto d'aquest monument              |
| Can Masferrer                    |           | Obra popular, gòtic tardà XV, XVII | Gualba                                                | 41° 43′ 18″ N, 2° 31′ 20″ E / 41.72173°N,2.52222°E | IPA-29020 | Can Masferrer (Gualba) · Vegeu més fotos d'aquest monument · Carregueu una nova foto d'aquest monument               |
| Pont de Ca l'Illa                |           | Obra popular XIX                   | Gualba Sobre la riera de Gualba                       | 41° 44′ 22″ N, 2° 29′ 42″ E / 41.73948°N,2.49507°E | IPA-37050 | Pont de Ca l'Illa (Gualba) · Vegeu més fotos d'aquest monument · Carregueu una nova foto d'aquest monument           |
| Pont del Molí d'en Figueres      |           | Obra popular XVII                  | Gualba Sobre la riera de Gualba                       | 41° 44′ 01″ N, 2° 30′ 12″ E / 41.73358°N,2.5033°E  | IPA-37051 | Pont del Molí d'en Figueres (Gualba) · Vegeu més fotos d'aquest monument · Carregueu una nova foto d'aquest monument |
| Forn de la riera de Gualba       |           | Obra popular XIX-XX                | Gualba                                                |                                                    | IPA-41644 | Carregueu una nova foto d'aquest monument                                                                            |
| Can Viader Vell                  | BCIL      | Gòtic tardà XVI-XVIII              | Gualba                                                | 41° 45′ 02″ N, 2° 30′ 46″ E / 41.75061°N,2.51284°E | IPA-50843 | Carregueu una nova foto d'aquest monument                                                                            |
| Aqüeducte de Can Cambó           |           | XX                                 | Gualba Torrent de Can Cambó darrere de Can Cambó Vell | 41° 43′ 00″ N, 2° 31′ 13″ E / 41.71679°N,2.52017°E | IPA-52962 | Carregueu una nova foto d'aquest monument                                                                            |

## Llagosta, la
| Monument                                                           | Protecció | Estil/època                           | Localització                                   | Coordenades                                         | Codi?     | Imatge |
| ------------------------------------------------------------------ | --------- | ------------------------------------- | ---------------------------------------------- | --------------------------------------------------- | --------- | --- |
| Església de Sant Josep                                             |           | Monumentalisme academicista XX Mitjan | La Llagosta N-152                              | 41° 30′ 45″ N, 2° 11′ 36″ E / 41.51256°N,2.19347°E  | IPA-29022 | Església de Sant Josep (la Llagosta) · Modifica el valor a Wikidata · Vegeu més fotos d'aquest monument · Carregueu una nova foto d'aquest monument |
| Can Baqué o Can Vaquer                                             | BCIL 2011 | Obra popular XVI, XVIII               | La Llagosta Av. del Turó - C. Sant Bonaventura | 41° 30′ 55″ N, 2° 11′ 31″ E / 41.51519°N,2.19186°E  | IPA-29023 | Can Baqué (la Llagosta) · Vegeu més fotos d'aquest monument · Carregueu una nova foto d'aquest monument                                             |
| La Llebreta, Hostal de la Llebra, Hostal Nou, Hostal de Sant Jaume |           | Obra popular XVIII, XX                | La Llagosta Vora del baixador de la Renfe      | 41° 30′ 48″ N, 2° 11′ 44″ E / 41.51328°N,2.19566°E  | IPA-29024 | La Llebreta (la Llagosta) · Vegeu més fotos d'aquest monument · Carregueu una nova foto d'aquest monument                                           |
| Masia de Can Pere Gil                                              |           | Obra popular XIX                      | La Llagosta                                    | 41° 31′ 36″ N, 2° 12′ 21″ E / 41.52680°N,2.205744°E | IPA-35425 | Carregueu una nova foto d'aquest monument |

## Lliçà d'Amunt
Vegeu la llista de monuments de Lliçà d'Amunt

## Lliçà de Vall
| Monument                   | Protecció   | Estil/època                   | Localització                                                  | Coordenades                                          | Codi?         | Imatge |
| -------------------------- | ----------- | ----------------------------- | ------------------------------------------------------------- | ---------------------------------------------------- | ------------- | --- |
| Can Coll                   | BCIN 988-MH | XVI                           | Lliçà de Vall Ctra. C-155 km 13,5                             | 41° 35′ 06″ N, 2° 14′ 24″ E / 41.584941°N,2.239993°E | RI-51-0005511 | Can Coll (Lliçà de Vall) · Vegeu més fotos d'aquest monument · Carregueu una nova foto d'aquest monument                   |
| Can Bella Plana            |             | Obra popular XVIII            | Lliçà de Vall C. de Can Nadal                                 | 41° 35′ 42″ N, 2° 14′ 47″ E / 41.595079°N,2.246379°E | IPA-29051     | Bella Plana (Lliçà de Vall) · Vegeu més fotos d'aquest monument · Carregueu una nova foto d'aquest monument                |
| Can Canyet                 |             | Obra popular, gòtic tardà XVI | Lliçà de Vall C. Balmes, 1                                    | 41° 35′ 17″ N, 2° 14′ 26″ E / 41.588172°N,2.240443°E | IPA-29052     | Can Canyet (Lliçà de Vall) · Vegeu més fotos d'aquest monument · Carregueu una nova foto d'aquest monument                 |
| Can Vilardebó              |             | Obra popular XVI, XX          | Lliçà de Vall Pl. del Castell de Lliçà                        | 41° 35′ 42″ N, 2° 13′ 48″ E / 41.595061°N,2.230091°E | IPA-29053     | Can Vilardebó (Lliçà de Vall) · Vegeu més fotos d'aquest monument · Carregueu una nova foto d'aquest monument              |
| Casa nova de Can Vilardebó |             | Obra popular                  | Lliçà de Vall Pg. de l'Església                               | 41° 35′ 37″ N, 2° 13′ 54″ E / 41.593513°N,2.231573°E | IPA-29054     | Casa nova de Can Vilardebó (Lliçà de Vall) · Vegeu més fotos d'aquest monument · Carregueu una nova foto d'aquest monument |
| Ca n'Oliveres Vell         |             | Gòtic-renaixement XVI         | Lliçà de Vall Vora el C. Palafrugell                          | 41° 35′ 22″ N, 2° 14′ 16″ E / 41.589574°N,2.237883°E | IPA-29055     | Ca n'Oliveres Vell (Lliçà de Vall) · Vegeu més fotos d'aquest monument · Carregueu una nova foto d'aquest monument         |
| Can Sans                   |             | Obra popular XVI, XVIII       | Lliçà de Vall Entre c. Gordi i c. Vilardebó                   | 41° 35′ 49″ N, 2° 13′ 30″ E / 41.597050°N,2.225034°E | IPA-29057     | Can Sans (Lliçà de Vall) · Vegeu més fotos d'aquest monument · Carregueu una nova foto d'aquest monument                   |
| Església de Sant Cristòfol |             | Gòtic tardà, renaixement XVII | Lliçà de Vall Rodalies del poble                              | 41° 35′ 35″ N, 2° 13′ 52″ E / 41.593024°N,2.231135°E | IPA-29058     | Església de Sant Cristòfol (Lliçà de Vall) · Vegeu més fotos d'aquest monument · Carregueu una nova foto d'aquest monument |
| Les Torres de Santa Maria  |             | Obra popular XVIII            | Lliçà de Vall Entre c. Nadal i c. Lliçà                       | 41° 35′ 33″ N, 2° 15′ 12″ E / 41.592588°N,2.253229°E | IPA-29060     | Les Torres de Santa Maria (Lliçà de Vall) · Vegeu més fotos d'aquest monument · Carregueu una nova foto d'aquest monument  |
| Pous de glaç de Can Gurri  |             | Obra popular                  | Lliçà de Vall C. Marineta, als voltants de la masia           | 41° 35′ 07″ N, 2° 14′ 52″ E / 41.585351°N,2.247728°E | IPA-29063     | Pous de glaç de Can Gurri (Lliçà de Vall) · Vegeu més fotos d'aquest monument · Carregueu una nova foto d'aquest monument  |
| Can Nadal                  |             | Gòtic tardà XVI               | Lliçà de Vall C. de Can Nadal, el Pla de Lliçà                | 41° 35′ 24″ N, 2° 15′ 00″ E / 41.590018°N,2.249953°E | IPA-29064     | Can Nadal (Lliçà de Vall) · Vegeu més fotos d'aquest monument · Carregueu una nova foto d'aquest monument                  |
| Can Gurri                  |             | Obra popular XVI-VII          | Lliçà de Vall C. Marineta, vora el polígon els Batzacs        | 41° 35′ 09″ N, 2° 14′ 55″ E / 41.585726°N,2.248587°E | IPA-29061     | Can Gurri (Lliçà de Vall) · Vegeu més fotos d'aquest monument · Carregueu una nova foto d'aquest monument                  |
| Pou de Can Coll            |             | Obra popular XIX-XX           | Lliçà de Vall C. Fondo, prop del xamfrà amb el c. de can Coll | 41° 35′ 02″ N, 2° 14′ 27″ E / 41.58399°N,2.24077°E   | IPA-41646     | Carregueu una nova foto d'aquest monument                                                                                  |

## Llinars del Vallès
Vegeu la llista de monuments de Llinars del Vallès

## Martorelles
| Monument                 | Protecció | Estil/època            | Localització                              | Coordenades                                          | Codi?     | Imatge |
| ------------------------ | --------- | ---------------------- | ----------------------------------------- | ---------------------------------------------------- | --------- | --- |
| Església de Sant Joaquim |           | Darreres tendències XX | Martorelles Pl. de l'Església, 1          | 41° 31′ 43″ N, 2° 14′ 06″ E / 41.528530°N,2.235017°E | IPA-29096 | Església de Sant Joaquim (Martorelles) · Vegeu més fotos d'aquest monument · Carregueu una nova foto d'aquest monument |
| Molí de Lloberons        |           | Obra popular           | Martorelles C. Molí                       | 41° 32′ 08″ N, 2° 14′ 23″ E / 41.535541°N,2.23961°E  | IPA-29097 | Molí de Lloberons (Martorelles) · Vegeu més fotos d'aquest monument · Carregueu una nova foto d'aquest monument        |
| Can Carrencà             |           | Obra popular XVII, XX  | Martorelles Ctra. de Sant Adrià           | 41° 31′ 42″ N, 2° 13′ 44″ E / 41.528263°N,2.228764°E | IPA-29098 | Can Carrencà (Martorelles) · Vegeu més fotos d'aquest monument · Carregueu una nova foto d'aquest monument             |
| Can Fenosa               |           | Obra popular           | Martorelles Ctra. de la Roca - Sant Adrià | 41° 32′ 09″ N, 2° 14′ 26″ E / 41.535807°N,2.240434°E | IPA-29101 | Carregueu una nova foto d'aquest monument                                                                              |
| Can Puig                 |           | Obra popular           | Martorelles C. de Can Puig, 1             | 41° 31′ 48″ N, 2° 14′ 05″ E / 41.529905°N,2.234618°E | IPA-29102 | Can Puig (Martorelles) · Vegeu més fotos d'aquest monument · Carregueu una nova foto d'aquest monument                 |

## Mollet del Vallès
Vegeu la llista de monuments de Mollet del Vallès

## Montmeló
Vegeu la llista de monuments de Montmeló

## Montornès del Vallès
Vegeu la llista de monuments de Montornès del Vallès

## Montseny
Vegeu la llista de monuments de Montseny

## Parets del Vallès
Vegeu la llista de monuments de Parets del Vallès

## Roca del Vallès, la
Vegeu la llista de monuments de la Roca del Vallès

## Sant Antoni de Vilamajor
Vegeu la llista de monuments de Sant Antoni de Vilamajor

## Sant Celoni
Vegeu la llista de monuments de Sant Celoni

## Sant Esteve de Palautordera
Vegeu la llista de monuments de Sant Esteve de Palautordera

## Sant Feliu de Codines
Vegeu la llista de monuments de Sant Feliu de Codines

## Sant Fost de Campsentelles
| Monument                                     | Protecció | Estil/època                           | Localització                                                                                     | Coordenades                                          | Codi?     | Imatge |
| -------------------------------------------- | --------- | ------------------------------------- | ------------------------------------------------------------------------------------------------ | ---------------------------------------------------- | --------- | --- |
| Església de Sant Fost de Campsentelles       |           | Monumentalisme academicista XX Mitjan | Sant Fost de Campsentelles C. Bucsó Baliarda                                                     | 41° 31′ 19″ N, 2° 14′ 00″ E / 41.521827°N,2.233368°E | IPA-29440 | Església de Sant Fost de Campsentelles · Vegeu més fotos d'aquest monument · Carregueu una nova foto d'aquest monument                           |
| Església vella de Sant Fost de Campsentelles |           | Romànic, barroc XII, XVIII            | Sant Fost de Campsentelles Camí de l'Església Vella                                              | 41° 30′ 48″ N, 2° 14′ 04″ E / 41.513399°N,2.234444°E | IPA-29441 | Església vella de Sant Fost de Campsentelles · Vegeu més fotos d'aquest monument · Carregueu una nova foto d'aquest monument                     |
| Casa al carrer Emili Monturiol, 111          |           | Modernisme XIX Final                  | Sant Fost de Campsentelles C. Emili Monturiol, 111                                               | 41° 31′ 27″ N, 2° 13′ 33″ E / 41.524151°N,2.225921°E | IPA-29442 | Carregueu una nova foto d'aquest monument |
| Can Romagosa o Ramogosa                      |           | Obra popular                          | Sant Fost de Campsentelles Ctra. de Badalona, km 10                                              | 41° 30′ 32″ N, 2° 14′ 19″ E / 41.508927°N,2.238619°E | IPA-29443 | Carregueu una nova foto d'aquest monument |
| Can Bastinos                                 |           | Eclecticisme XIX Mitjan               | Sant Fost de Campsentelles C. Sant Isidre                                                        | 41° 31′ 03″ N, 2° 14′ 03″ E / 41.517392°N,2.234163°E | IPA-29444 | Can Bastinos (Sant Fost de Campsentelles) · Vegeu més fotos d'aquest monument · Carregueu una nova foto d'aquest monument                        |
| Can Lledó                                    |           | Obra popular                          | Sant Fost de Campsentelles C. Sant Isidre                                                        | 41° 31′ 01″ N, 2° 14′ 06″ E / 41.517037°N,2.234970°E | IPA-29445 | Carregueu una nova foto d'aquest monument |
| Església de Sant Cebrià de Cabanyes          | BCIL 2021 | Romànic XII, XX Mitjan                | Sant Fost de Campsentelles Camí de Sant Cebrià                                                   | 41° 30′ 18″ N, 2° 13′ 31″ E / 41.505100°N,2.225171°E | IPA-29446 | Església de Sant Cebrià de Cabanyes (Sant Fost de Campsentelles) · Vegeu més fotos d'aquest monument · Carregueu una nova foto d'aquest monument |
| Pou de glaç de Can Donadeu                   | BCIL 2021 | Obra popular XVII                     | Sant Fost de Campsentelles A pocs centenars de metres a l'est de Can Donadeu                     | 41° 30′ 21″ N, 2° 12′ 40″ E / 41.505855°N,2.210999°E | IPA-29447 | Pou de glaç de Can Donadeu (Sant Fost de Campsentelles) · Vegeu més fotos d'aquest monument · Carregueu una nova foto d'aquest monument          |
| Forn de ceràmica de Cabanyes                 |           | Obra popular XV                       | Sant Fost de Campsentelles Al marge del camí a Sant Cebrià que passa a la vora Can Torrents Vell | 41° 30′ 16″ N, 2° 13′ 39″ E / 41.504574°N,2.227364°E | IPA-29448 | Carregueu una nova foto d'aquest monument |
| Mas Llombard                                 |           | Obra popular                          | Sant Fost de Campsentelles Urbanització de Mas Llombart                                          | 41° 30′ 08″ N, 2° 14′ 23″ E / 41.502233°N,2.239709°E | IPA-29451 | Carregueu una nova foto d'aquest monument |
| Can Canyelles, Mas Elena                     |           | Obra popular, gòtic tardà XVI         | Sant Fost de Campsentelles Ctra. C-5001 a Martorelles                                            | 41° 30′ 59″ N, 2° 13′ 05″ E / 41.516478°N,2.218145°E | IPA-29452 | Carregueu una nova foto d'aquest monument |
| Font dels Horts dels Monjos                  | BCIL 2021 |                                       | Sant Fost de Campsentelles                                                                       | 41° 29′ 39″ N, 2° 15′ 08″ E / 41.494085°N,2.252219°E | IPA-53279 | Carregueu una nova foto d'aquest monument |

## Sant Pere de Vilamajor
Vegeu la llista de monuments de Sant Pere de Vilamajor

## Santa Eulàlia de Ronçana
| Monument                                        | Protecció | Estil/època                      | Localització                                                                          | Coordenades                                          | Codi?     | Imatge |
| ----------------------------------------------- | --------- | -------------------------------- | ------------------------------------------------------------------------------------- | ---------------------------------------------------- | --------- | --- |
| Ca l'Espardenyer                                | BCIL 2002 | Obra popular XVI                 | Santa Eulàlia de Ronçana Ctra. de la Sagrera                                          | 41° 39′ 19″ N, 2° 13′ 32″ E / 41.655153°N,2.225443°E | IPA-20873 | Ca l'Espardenyer (Santa Eulàlia de Ronçana) · Vegeu més fotos d'aquest monument · Carregueu una nova foto d'aquest monument         |
| Ermita de Sant Cristòfol                        |           | Romànic XII, XX Mitjan           | Santa Eulàlia de Ronçana Pl. de l'Ermita, barri de Sant Cristòfol                     | 41° 38′ 13″ N, 2° 14′ 41″ E / 41.637023°N,2.244654°E | IPA-29498 | Ermita de Sant Cristòfol (Santa Eulàlia de Ronçana) · Vegeu més fotos d'aquest monument · Carregueu una nova foto d'aquest monument |
| Capella de Sant Simplici o Simple               | BCIL 1990 | Romànic XII, XVI                 | Santa Eulàlia de Ronçana Camí de la Serra, barri de la Serra                          | 41° 38′ 40″ N, 2° 12′ 55″ E / 41.644464°N,2.215208°E | IPA-29499 | Capella de Sant Simplici (Santa Eulàlia de Ronçana) · Vegeu més fotos d'aquest monument · Carregueu una nova foto d'aquest monument |
| Església parroquial de Santa Eulàlia de Ronçana |           | Barroc XI, XVII, XIX Final       | Santa Eulàlia de Ronçana Pl. de l'Església, la Sagrera                                | 41° 39′ 21″ N, 2° 13′ 26″ E / 41.655944°N,2.223818°E | IPA-29500 | Església parroquial de Santa Eulàlia de Ronçana · Vegeu més fotos d'aquest monument · Carregueu una nova foto d'aquest monument     |
| Can Trias                                       |           | Obra popular, gòtic XVI, XX      | Santa Eulàlia de Ronçana Ctra. de Parets a Bigues, km 11, la Sagrera                  | 41° 38′ 58″ N, 2° 13′ 49″ E / 41.649420°N,2.230159°E | IPA-29501 | Can Trias (Santa Eulàlia de Ronçana) · Vegeu més fotos d'aquest monument · Carregueu una nova foto d'aquest monument                |
| Can Paiàs, Can Pallas                           |           | Obra popular, gòtic tardà XVI    | Santa Eulàlia de Ronçana Barri del Rieral                                             | 41° 37′ 58″ N, 2° 14′ 21″ E / 41.632818°N,2.239301°E | IPA-29502 | Can Paiàs (Santa Eulàlia de Ronçana) · Vegeu més fotos d'aquest monument · Carregueu una nova foto d'aquest monument                |
| Can Maset                                       |           | Obra popular XVI                 | Santa Eulàlia de Ronçana C. de Can Tabac, barri de la Serra                           | 41° 38′ 41″ N, 2° 12′ 54″ E / 41.644737°N,2.214886°E | IPA-29503 | Can Maset (Santa Eulàlia de Ronçana) · Vegeu més fotos d'aquest monument · Carregueu una nova foto d'aquest monument                |
| Can Pujal, Can Bassa                            |           | Obra popular, gòtic tardà XVI    | Santa Eulàlia de Ronçana Camí de Can Puig, barri de la Vall                           | 41° 38′ 16″ N, 2° 13′ 07″ E / 41.637826°N,2.218554°E | IPA-29504 | Carregueu una nova foto d'aquest monument                                                                                           |
| Can Brustenga                                   |           | Obra popular XVII                | Santa Eulàlia de Ronçana Prop de la ctra. de Parets a Bigues, km 10, Barri del Rieral | 41° 38′ 36″ N, 2° 13′ 48″ E / 41.643394°N,2.230063°E | IPA-29505 | Can Brustenga (Santa Eulàlia de Ronçana) · Vegeu més fotos d'aquest monument · Carregueu una nova foto d'aquest monument            |
| Can Magre                                       |           | Obra popular XVI                 | Santa Eulàlia de Ronçana Ctra. Parets a Bigues, km 12,5, barri del Bonaire            | 41° 39′ 37″ N, 2° 13′ 45″ E / 41.660307°N,2.229039°E | IPA-29507 | Can Magre (Santa Eulàlia de Ronçana) · Vegeu més fotos d'aquest monument · Carregueu una nova foto d'aquest monument                |
| Can Puig                                        |           | Obra popular, gòtic tardà XV     | Santa Eulàlia de Ronçana Camí de Can Puig, barri de la Vall                           | 41° 38′ 12″ N, 2° 12′ 50″ E / 41.636732°N,2.213909°E | IPA-29508 | Can Puig (Santa Eulàlia de Ronçana) · Vegeu més fotos d'aquest monument · Carregueu una nova foto d'aquest monument                 |
| Can Burgués                                     |           | Obra popular, Gòtic tardà XVI    | Santa Eulàlia de Ronçana Prop de la ctra. de Parets a Bigues                          | 41° 38′ 25″ N, 2° 14′ 03″ E / 41.640319°N,2.234260°E | IPA-29510 | Can Burgués (Santa Eulàlia de Ronçana) · Vegeu més fotos d'aquest monument · Carregueu una nova foto d'aquest monument              |
| La Ferreria                                     |           | Obra popular XVI                 | Santa Eulàlia de Ronçana Barri del Rieral                                             | 41° 38′ 24″ N, 2° 14′ 12″ E / 41.640096°N,2.236622°E | IPA-29511 | La Ferreria (Santa Eulàlia de Ronçana) · Vegeu més fotos d'aquest monument · Carregueu una nova foto d'aquest monument              |
| Can Cabot de la Vall                            |           | Obra popular XVI                 | Santa Eulàlia de Ronçana Camí de Can Puig, barri de la Vall                           | 41° 38′ 19″ N, 2° 12′ 31″ E / 41.638501°N,2.208598°E | IPA-29512 | Can Cabot de la Vall (Santa Eulàlia de Ronçana) · Vegeu més fotos d'aquest monument · Carregueu una nova foto d'aquest monument     |
| Can Rosàs                                       |           | Obra popular XVI                 | Santa Eulàlia de Ronçana Barri de la Vall                                             | 41° 39′ 03″ N, 2° 11′ 45″ E / 41.650960°N,2.195932°E | IPA-29515 | Carregueu una nova foto d'aquest monument                                                                                           |
| Can Ferrarons                                   |           | Obra popular XVII                | Santa Eulàlia de Ronçana Camí de Can Ferrarons, barri del Rieral                      | 41° 38′ 37″ N, 2° 14′ 11″ E / 41.643561°N,2.236275°E | IPA-29517 | Carregueu una nova foto d'aquest monument                                                                                           |
| Can Gafa                                        |           | Obra popular XVI                 | Santa Eulàlia de Ronçana Camí de Can Gafa, barri de Sant Cristòfol                    | 41° 39′ 03″ N, 2° 14′ 45″ E / 41.650808°N,2.245838°E | IPA-29518 | Carregueu una nova foto d'aquest monument                                                                                           |
| Can Maspons                                     |           | Obra popular XV                  | Santa Eulàlia de Ronçana Barri de la Vall                                             | 41° 38′ 25″ N, 2° 12′ 23″ E / 41.640414°N,2.206408°E | IPA-29519 | Can Maspons (Santa Eulàlia de Ronçana) · Vegeu més fotos d'aquest monument · Carregueu una nova foto d'aquest monument              |
| Can Maspons del Rieral                          |           | Obra popular                     | Santa Eulàlia de Ronçana Barri de Sant Cristòfol                                      | 41° 38′ 17″ N, 2° 14′ 40″ E / 41.638008°N,2.244403°E | IPA-29520 | Carregueu una nova foto d'aquest monument                                                                                           |
| Can Vendrell                                    |           | Obra popular                     | Santa Eulàlia de Ronçana La Vall de Santa Eulàlia                                     | 41° 38′ 35″ N, 2° 11′ 54″ E / 41.642925°N,2.198296°E | IPA-29521 | Carregueu una nova foto d'aquest monument                                                                                           |
| La Casa Vella, antic Molí d'en Barbany          |           | Obra popular XIV-XVI, XVII-XVIII | Santa Eulàlia de Ronçana                                                              | 41° 38′ 46″ N, 2° 14′ 01″ E / 41.64611°N,2.23357°E   | IPA-41375 | Carregueu una nova foto d'aquest monument                                                                                           |

Can Feu es troba entre Lliçà d'Amunt i Santa Eulàlia de Ronçana.

## Santa Maria de Martorelles
| Monument                               | Protecció    | Estil/època                              | Localització                                           | Coordenades                                          | Codi?         | Imatge |
| -------------------------------------- | ------------ | ---------------------------------------- | ------------------------------------------------------ | ---------------------------------------------------- | ------------- | --- |
| Castell de Castellruf                  | BCIN 1029-MH | XI-XII                                   | Santa Maria de Martorelles                             | 41° 30′ 53″ N, 2° 15′ 59″ E / 41.514733°N,2.266325°E | RI-51-0005530 | Carregueu una nova foto d'aquest monument                                                                              |
| Església de Santa Maria de Martorelles | BCIL 1993    | Barroc, obra popular X-XII, XVI-XVII, XX | Santa Maria de Martorelles Pl. Mossèn Josep Paituvi, 1 | 41° 31′ 11″ N, 2° 15′ 12″ E / 41.519698°N,2.253456°E | IPA-29522     | Església de Santa Maria de Martorelles · Vegeu més fotos d'aquest monument · Carregueu una nova foto d'aquest monument |
| Rectoria                               | BCIL 2022    | Obra popular XIV, XVIII                  | Santa Maria de Martorelles Pl. de l'Església, 2        | 41° 31′ 11″ N, 2° 15′ 11″ E / 41.519787°N,2.253173°E | IPA-29524     | Rectoria (Santa Maria de Martorelles) · Vegeu més fotos d'aquest monument · Carregueu una nova foto d'aquest monument  |
| El Castell, Casa Bru                   |              | Eclecticisme XIX Final                   | Santa Maria de Martorelles                             | 41° 31′ 04″ N, 2° 15′ 17″ E / 41.517910°N,2.254783°E | IPA-29525     | Carregueu una nova foto d'aquest monument                                                                              |
| Can Coll                               |              | Obra popular XVI-XVIII                   | Santa Maria de Martorelles C. Carme                    | 41° 31′ 14″ N, 2° 15′ 07″ E / 41.520494°N,2.251870°E | IPA-29526     | Carregueu una nova foto d'aquest monument                                                                              |
| Can Matons                             |              | Obra popular XVIII-XIX                   | Santa Maria de Martorelles Camí de Can Girona, 21      | 41° 31′ 33″ N, 2° 15′ 02″ E / 41.525728°N,2.250564°E | IPA-29527     | Carregueu una nova foto d'aquest monument                                                                              |

## Santa Maria de Palautordera
Vegeu la llista de monuments de Santa Maria de Palautordera

## Tagamanent
Vegeu la llista de monuments de Tagamanent

## Vallgorguina
| Monument                                           | Protecció | Estil/època                             | Localització                                    | Coordenades                                          | Codi?     | Imatge |
| -------------------------------------------------- | --------- | --------------------------------------- | ----------------------------------------------- | ---------------------------------------------------- | --------- | --- |
| Església parroquial de Sant Andreu de Vallgorguina |           | Obra popular XIX                        | Vallgorguina Pl. de la Vila, 1                  | 41° 38′ 52″ N, 2° 30′ 38″ E / 41.64771°N,2.51044°E   | IPA-29587 | Església parroquial de Sant Andreu de Vallgorguina (Vallgorguina) · Vegeu més fotos d'aquest monument · Carregueu una nova foto d'aquest monument |
| Església de Santa Eulàlia de Tapioles              |           | Romànic, barroc IX-XI, XVIII-XIX        | Vallgorguina Santa Eulàlia de Tapioles          | 41° 39′ 07″ N, 2° 28′ 58″ E / 41.6519°N,2.48278°E    | IPA-29588 | Església de Santa Eulàlia de Tapioles (Vallgorguina) · Vegeu més fotos d'aquest monument · Carregueu una nova foto d'aquest monument              |
| Can Pujades, Col·legi Santa Fe                     |           | Obra popular XVII-XIX                   | Vallgorguina                                    | 41° 38′ 22″ N, 2° 31′ 04″ E / 41.63941°N,2.51776°E   | IPA-29590 | Can Pujades (Vallgorguina) · Vegeu més fotos d'aquest monument · Carregueu una nova foto d'aquest monument                                        |
| Can Mascaró                                        |           | Obra popular XVI                        | Vallgorguina Als afores del poble               |                                                      | IPA-29591 | Carregueu una nova foto d'aquest monument |
| Can Puigdemir                                      |           | Obra popular XV, XVI                    | Vallgorguina Urbanització                       | 41° 39′ 03″ N, 2° 30′ 07″ E / 41.65073°N,2.50204°E   | IPA-29592 | Carregueu una nova foto d'aquest monument |
| Can Palomer                                        |           | Eclecticisme XIX Final                  | Vallgorguina Als afores                         | 41° 39′ 09″ N, 2° 30′ 50″ E / 41.65243°N,2.51391°E   | IPA-29593 | Can Palomer (Vallgorguina) · Vegeu més fotos d'aquest monument · Carregueu una nova foto d'aquest monument                                        |
| Rectoria vella                                     |           | Obra popular XVI-XVII                   | Vallgorguina Camí del Corredor                  | 41° 38′ 59″ N, 2° 29′ 37″ E / 41.64972°N,2.49362°E   | IPA-29594 | Carregueu una nova foto d'aquest monument |
| Can Pradell de la Serra                            |           | Neoclassicisme XIX                      | Vallgorguina Camí del Corredor                  | 41° 38′ 49″ N, 2° 29′ 23″ E / 41.64682°N,2.48985°E   | IPA-29595 | Can Pradell de la Serra (Vallgorguina) · Vegeu més fotos d'aquest monument · Carregueu una nova foto d'aquest monument                            |
| Can Ricós                                          |           | Obra popular XIX Final                  | Vallgorguina                                    | 41° 38′ 12″ N, 2° 30′ 34″ E / 41.63656°N,2.50958°E   | IPA-29596 | Can Ricós (Vallgorguina) · Vegeu més fotos d'aquest monument · Carregueu una nova foto d'aquest monument                                          |
| Can Nonell de la Serra                             |           | Obra popular, gòtic tardà XVI           | Vallgorguina Fora del nucli urbà                | 41° 38′ 15″ N, 2° 30′ 53″ E / 41.63758°N,2.51467°E   | IPA-29597 | Can Nonell de la Serra (Vallgorguina) · Vegeu més fotos d'aquest monument · Carregueu una nova foto d'aquest monument                             |
| Can Plana de Dalt                                  |           | Obra popular XIX                        | Vallgorguina Fora del nucli urbà                | 41° 38′ 13″ N, 2° 31′ 01″ E / 41.63703°N,2.51703°E   | IPA-29598 | Can Plana de Dalt (Vallgorguina) · Vegeu més fotos d'aquest monument · Carregueu una nova foto d'aquest monument                                  |
| Can Morell                                         |           | Obra popular, gòtic tardà XVI           | Vallgorguina Als afores del nucli urbà          | 41° 39′ 37″ N, 2° 29′ 04″ E / 41.66041°N,2.48451°E   | IPA-29599 | Carregueu una nova foto d'aquest monument |
| Can Castellà                                       |           | Obra popular, gòtic XVI                 | Vallgorguina Camí del Corredor                  | 41° 39′ 19″ N, 2° 29′ 29″ E / 41.65529°N,2.49152°E   | IPA-29600 | Carregueu una nova foto d'aquest monument |
| Església vella de Sant Andreu de Vallgorguina      |           | Romànic, obra popular XI-XII, XVII, XIX | Vallgorguina Ctra. d'Arenys de Mar              | 41° 38′ 59″ N, 2° 29′ 46″ E / 41.64962°N,2.49603°E   | IPA-29601 | Església vella de Sant Andreu de Vallgorguina (Vallgorguina) · Vegeu més fotos d'aquest monument · Carregueu una nova foto d'aquest monument      |
| Can Pradell de Baix                                |           | Obra popular XVII                       | Vallgorguina Carretera d'Arenys de Mar, km 15,3 | 41° 39′ 51″ N, 2° 28′ 50″ E / 41.66417°N,2.48062°E   | IPA-29602 | Can Pradell de Baix (Vallgorguina) · Vegeu més fotos d'aquest monument · Carregueu una nova foto d'aquest monument                                |
| Masia i torre de Can Vilar                         |           | Obra popular XIV-XV, XVI, XVIII, XIX    | Vallgorguina                                    | 41° 38′ 14″ N, 2° 30′ 16″ E / 41.637183°N,2.504338°E | IPA-34486 | Carregueu una nova foto d'aquest monument |
| Pont de Pradell i Cuch                             |           | Obra popular XIX                        | Vallgorguina Sobre la riera de Vallgorguina     | 41° 39′ 09″ N, 2° 29′ 37″ E / 41.65251°N,2.49366°E   | IPA-37059 | Pont de Pradell i Cuch (Vallgorguina) · Modifica el valor a Wikidata · Carregueu una nova foto d'aquest monument                                  |
| Can Nonell del Sot                                 |           | Obra popular XIX-XX                     | Vallgorguina                                    | 41° 39′ 03″ N, 2° 31′ 28″ E / 41.650752°N,2.524517°E | IPA-52303 | Carregueu una nova foto d'aquest monument |
| Rectoria de l'església de Sant Andreu              |           | Eclecticisme XIX                        | Vallgorguina Pl. de la Vila                     | 41° 38′ 51″ N, 2° 30′ 37″ E / 41.64762°N,2.51039°E   | IPA-52305 | Rectoria de l'església de Sant Andreu (Vallgorguina) · Vegeu més fotos d'aquest monument · Carregueu una nova foto d'aquest monument              |
| Can Tustet, Can Mora                               |           | Obra popular XIX                        | Vallgorguina                                    | 41° 39′ 02″ N, 2° 30′ 24″ E / 41.65057°N,2.50661°E   | IPA-52306 | Carregueu una nova foto d'aquest monument |
| Can Montasell, Can Calls                           |           | Obra popular XIX                        | Vallgorguina                                    | 41° 38′ 55″ N, 2° 30′ 41″ E / 41.6485°N,2.511444°E   | IPA-52312 | Can Montasell (Vallgorguina) · Vegeu més fotos d'aquest monument · Carregueu una nova foto d'aquest monument                                      |

## Vallromanes
| Monument                                                       | Protecció | Estil/època                              | Localització                                      | Coordenades                                          | Codi?     | Imatge |
| -------------------------------------------------------------- | --------- | ---------------------------------------- | ------------------------------------------------- | ---------------------------------------------------- | --------- | --- |
| Església parroquial de Sant Vicenç de Vallromanes              | BCIL 2008 | Romànic, obra popular, gòtic XIV-XIX, XX | Vallromanes Pl. de l'Església                     | 41° 31′ 55″ N, 2° 17′ 53″ E / 41.532022°N,2.298184°E | IPA-29604 | Església parroquial de Sant Vicenç de Vallromanes (Vallromanes) · Vegeu més fotos d'aquest monument · Carregueu una nova foto d'aquest monument |
| Can Boter                                                      |           | Obra popular                             | Vallromanes C. Vista Alegre, 24                   | 41° 31′ 50″ N, 2° 17′ 51″ E / 41.530632°N,2.297563°E | IPA-29606 | Carregueu una nova foto d'aquest monument |
| Can Poal                                                       | BCIL 2008 | Obra popular XVII-XVIII                  | Vallromanes Av. de Vilassar de Dalt, 1            | 41° 31′ 55″ N, 2° 17′ 55″ E / 41.531809°N,2.298702°E | IPA-29607 | Can Poal (Vallromanes) · Vegeu més fotos d'aquest monument · Carregueu una nova foto d'aquest monument                                          |
| Can Colomer                                                    | BCIL 2008 | Obra popular XVII                        | Vallromanes Ctra. el Masnou - Granollers, km 9-10 | 41° 32′ 31″ N, 2° 17′ 09″ E / 41.541846°N,2.285933°E | IPA-29608 | Carregueu una nova foto d'aquest monument |
| Can Cirera                                                     | BCIL 2008 | Obra popular XVII                        | Vallromanes Ctra. el Masnou - Granollers, km 7-8  | 41° 31′ 29″ N, 2° 17′ 49″ E / 41.524763°N,2.296848°E | IPA-29609 | Carregueu una nova foto d'aquest monument |
| Can Mayoles                                                    |           | Obra popular                             | Vallromanes Ctra. el Masnou - Granollers, km 7-8  | 41° 31′ 35″ N, 2° 17′ 26″ E / 41.526372°N,2.290490°E | IPA-29610 | Carregueu una nova foto d'aquest monument |
| Torre de Can Balet                                             |           | Obra popular XIX Final                   | Vallromanes Riera de Vallromanes                  | 41° 31′ 47″ N, 2° 18′ 30″ E / 41.529669°N,2.308254°E | IPA-29611 | Carregueu una nova foto d'aquest monument |
| Can Balet                                                      |           | Obra popular                             | Vallromanes Riera de Vallromanes                  | 41° 31′ 46″ N, 2° 18′ 31″ E / 41.529528°N,2.308663°E | IPA-29612 | Carregueu una nova foto d'aquest monument |
| Cal Doctor Ninbó, Can Niubó                                    | BCIL 2008 | Obra popular XX Mitjan                   | Vallromanes Av. de Vilassar de Dalt, 23           | 41° 31′ 55″ N, 2° 18′ 04″ E / 41.531832°N,2.301051°E | IPA-29613 | Carregueu una nova foto d'aquest monument |
| Can Rafart, La Joiosa                                          | BCIL 2008 | Modernisme XX Inici                      | Vallromanes C. de la Marinada, 5                  | 41° 32′ 06″ N, 2° 17′ 50″ E / 41.535115°N,2.297264°E | IPA-29614 | Carregueu una nova foto d'aquest monument |
| Villa Elisabeth, Cal Pech                                      | BCIL 2008 | Noucentisme XX                           | Vallromanes C. Antoni Gaudí, 12                   | 41° 32′ 12″ N, 2° 17′ 46″ E / 41.536647°N,2.295976°E | IPA-29616 | Carregueu una nova foto d'aquest monument |
| Villa Isabel, part de Villa Elisabeth                          |           | Noucentisme XX                           | Vallromanes C. Antoni Gaudí, 12 (enderrocat)      | 41° 32′ 12″ N, 2° 17′ 45″ E / 41.536657°N,2.295782°E | IPA-29618 | Carregueu una nova foto d'aquest monument |
| Torre Tavernera, Club de Golf Vallromanes                      |           | Obra popular 1718                        | Vallromanes Ctra. el Masnou - Granollers, km 8-9  | 41° 31′ 54″ N, 2° 17′ 06″ E / 41.531688°N,2.28487°E  | IPA-29620 | Torre Tavernera (Vallromanes) · Vegeu més fotos d'aquest monument · Carregueu una nova foto d'aquest monument                                   |
| Can Gurguí, Can Gurguí Gros                                    |           | Obra popular XVIII, XX                   | Vallromanes Camí de Vallromanes a Teià            | 41° 31′ 16″ N, 2° 19′ 14″ E / 41.521096°N,2.320582°E | IPA-29623 | Can Gurguí (Vallromanes) · Vegeu més fotos d'aquest monument · Carregueu una nova foto d'aquest monument                                        |
| Cases al carrer de Vista Alegre                                | BCIL 2008 | Obra popular XVIII-XIX                   | Vallromanes C. Vista Alegre                       | 41° 31′ 51″ N, 2° 17′ 50″ E / 41.530810°N,2.297358°E | IPA-29625 | Carregueu una nova foto d'aquest monument |
| Molí de Can Maimó                                              |           | Obra popular XVII-XIX                    | Vallromanes A prop de la masia de Can Maimó       | 41° 32′ 14″ N, 2° 18′ 38″ E / 41.53717°N,2.31067°E   | IPA-41663 | Carregueu una nova foto d'aquest monument |
| Sant Andreu del Castellvell, Sant Andreu de la Torre Tavernera | BCIL 2008 | Romànic, barroc XII-XIII, 1718, 1969     | Vallromanes Ctra. BP-5002, km 8-9                 | 41° 31′ 59″ N, 2° 17′ 12″ E / 41.53306°N,2.28658°E   | IPA-49318 | Sant Andreu del Castellvell (Vallromanes) · Vegeu més fotos d'aquest monument · Carregueu una nova foto d'aquest monument                       |

## Vilalba Sasserra
| Monument                                               | Protecció | Estil/època             | Localització                                | Coordenades                                        | Codi?     | Imatge |
| ------------------------------------------------------ | --------- | ----------------------- | ------------------------------------------- | -------------------------------------------------- | --------- | --- |
| Església parroquial de Santa Maria de Vilalba Sasserra |           | Romànic XIII            | Vilalba Sasserra En zona muntanyosa         | 41° 38′ 40″ N, 2° 27′ 05″ E / 41.64444°N,2.45135°E | IPA-29627 | Església parroquial de Santa Maria de Vilalba Sasserra · Vegeu més fotos d'aquest monument · Carregueu una nova foto d'aquest monument |
| Nou Temple parroquial de Vilalba Sasserra              |           | Historicisme XIX Mitjan | Vilalba Sasserra Costat carretera           | 41° 39′ 10″ N, 2° 26′ 30″ E / 41.65286°N,2.44162°E | IPA-29628 | Nou Temple parroquial de Vilalba Sasserra · Vegeu més fotos d'aquest monument · Carregueu una nova foto d'aquest monument              |
| Creu de terme de Vilalba Sasserra                      |           | Obra popular            | Vilalba Sasserra Al mig de la carretera     | 41° 39′ 09″ N, 2° 26′ 30″ E / 41.65253°N,2.44165°E | IPA-29629 | Carregueu una nova foto d'aquest monument                                                                                              |
| Can Gol                                                |           | Obra popular XVII, XIX  | Vilalba Sasserra Camí que creua l'autopista | 41° 39′ 00″ N, 2° 26′ 37″ E / 41.65005°N,2.44354°E | IPA-29633 | Carregueu una nova foto d'aquest monument                                                                                              |

## Vilanova del Vallès
| Monument                                                   | Protecció | Estil/època                                      | Localització                                                             | Coordenades                                          | Codi?     | Imatge |
| ---------------------------------------------------------- | --------- | ------------------------------------------------ | ------------------------------------------------------------------------ | ---------------------------------------------------- | --------- | --- |
| Can Palau                                                  |           | Obra popular XVII-XVIII                          | Vilanova del Vallès Ctra. el Masnou - Granollers, km 10, Polígon Vallesà | 41° 32′ 35″ N, 2° 17′ 14″ E / 41.543096°N,2.287118°E | IPA-29185 | Carregueu una nova foto d'aquest monument                                                                                                |
| Can Rabassa, Manso Rabassa                                 |           | Obra popular XIX-XX                              | Vilanova del Vallès Barri de Can Rabassa                                 | 41° 32′ 31″ N, 2° 18′ 01″ E / 41.542042°N,2.30033°E  | IPA-29187 | Carregueu una nova foto d'aquest monument                                                                                                |
| La Casa Alta, Sant Lleí                                    |           | Obra popular XVII, XX                            | Vilanova del Vallès Dalt d'un turó                                       | 41° 32′ 51″ N, 2° 18′ 00″ E / 41.54739°N,2.29993°E   | IPA-29268 | Carregueu una nova foto d'aquest monument                                                                                                |
| Can Maimó                                                  |           | Obra popular                                     | Vilanova del Vallès Antic camí de Vilassar                               | 41° 32′ 15″ N, 2° 18′ 43″ E / 41.537419°N,2.311828°E | IPA-29271 | Can Maimó (Vilanova del Vallès) · Vegeu més fotos d'aquest monument · Carregueu una nova foto d'aquest monument                          |
| Finestres de Ca la Pona                                    |           | Gòtic-renaixement, gòtic tardà, obra popular XVI | Vilanova del Vallès Ctra. de Vallderió BV-5159                           | 41° 33′ 38″ N, 2° 17′ 14″ E / 41.560445°N,2.287227°E | IPA-29272 | Carregueu una nova foto d'aquest monument                                                                                                |
| Can Crivillers                                             |           | Noucentisme XX Inici                             | Vilanova del Vallès Ctra. de la Roca, km 21                              | 41° 33′ 10″ N, 2° 17′ 18″ E / 41.552885°N,2.288258°E | IPA-29635 | Carregueu una nova foto d'aquest monument                                                                                                |
| Can Maltas, Can Maltes                                     |           | Noucentisme XX                                   | Vilanova del Vallès Ctra. de la Roca, km 21, a 100 m                     | 41° 33′ 16″ N, 2° 17′ 28″ E / 41.554475°N,2.291058°E | IPA-29636 | Can Maltas (Vilanova del Vallès) · Vegeu més fotos d'aquest monument · Carregueu una nova foto d'aquest monument                         |
| Can Bosch Nou                                              |           | Noucentisme XX                                   | Vilanova del Vallès Barri de Santa Quitèria                              | 41° 33′ 20″ N, 2° 18′ 18″ E / 41.555671°N,2.305003°E | IPA-29637 | Carregueu una nova foto d'aquest monument                                                                                                |
| Can Sanfont, Can Bramasachs, font i capella                | BCIL 2009 | Obra popular XVII-XVIII, XIX, XX                 | Vilanova del Vallès Ctra. Granollers, km 11, a 100 m                     | 41° 33′ 28″ N, 2° 16′ 59″ E / 41.557842°N,2.282927°E | IPA-29638 | Carregueu una nova foto d'aquest monument                                                                                                |
| Can Congostell                                             |           | Obra popular XVII                                | Vilanova del Vallès Ctra. BU-5159, km 3,5, a 200 m                       | 41° 34′ 17″ N, 2° 18′ 22″ E / 41.571359°N,2.306034°E | IPA-29640 | Can Congostell (Vilanova del Vallès) · Vegeu més fotos d'aquest monument · Carregueu una nova foto d'aquest monument                     |
| Església parroquial de Sant Esteve, Santa Quitèria         |           | Romànic, barroc XI, XV-XVII                      | Vilanova del Vallès Ctra. de la Roca, km 21,5, barri de Santa Quitèria   | 41° 33′ 20″ N, 2° 18′ 28″ E / 41.555570°N,2.307654°E | IPA-29642 | Església parroquial de Sant Esteve (Vilanova del Vallès) · Vegeu més fotos d'aquest monument · Carregueu una nova foto d'aquest monument |
| Molí d'en Torrent d'en Cuquet                              |           | Obra popular                                     | Vilanova del Vallès                                                      |                                                      | IPA-41664 | Carregueu una nova foto d'aquest monument                                                                                                |
| Molí de Brama-sacs, Molí de Bramassacs, Molí de Can Safont |           | Obra popular XVIII-XIX                           | Vilanova del Vallès Av. Verge de Núria                                   | 41° 33′ 28″ N, 2° 17′ 01″ E / 41.55787°N,2.28368°E   | IPA-41671 | Carregueu una nova foto d'aquest monument                                                                                                |
| Pou d'aigua del Molinet                                    |           |                                                  | Vilanova del Vallès                                                      |                                                      | IPA-53277 | Carregueu una nova foto d'aquest monument                                                                                                |